# Chymomyza albitarsis
Chymomyza albitarsis är en tvåvingeart som först beskrevs av Friedrich Georg Hendel 1917.  Chymomyza albitarsis ingår i släktet Chymomyza och familjen daggflugor.
Artens utbredningsområde är Paraguay. Inga underarter finns listade i Catalogue of Life.